# G’d Up
«G’d Up» — первый сингл американской группы Tha Eastsidaz, с их дебютного альбома Tha Eastsidaz, вышедший 7 декабря 1999 года, при участии Butch Cassidy. Продюсером стал Battlecat.

## Коммерческий успех
Песня стала умеренно-успешным хитом[уточнить], который достиг максимума под номером 47 в чарте Billboard Hot 100, и в чартах Hot R&B/Hip-Hop Songs и Hot Rap Singles под номерами 19 и 2.

## Список композиций
1. «G’d Up» (Street) — 4:34
2. «G’d Up» (Clean) — 4:33
3. «G’d Up» (Instrumental) — 4:32
4. «G’d Up» (Acapella) — 4:08

## Чарты

### Высшая позиция
| Чарт (2000)                                | Высшая позиция |
| ------------------------------------------ | -------------- |
| Billboard Hot 100                          | 47             |
| Billboard Hot R&B/Hip-Hop Singles & Tracks | 19             |
| Billboard Hot Rap Singles                  | 2              |
| Billboard Rhythmic Top 40                  | 27             |

### Чарты на конец года
| Чарт (2000)                                | Позиция |
| ------------------------------------------ | ------- |
| Billboard Hot R&B/Hip-Hop Singles & Tracks | 75      |
| Billboard Hot Rap Singles                  | 10      |